# Узунбуджак (биосферен парк)
Вижте пояснителната страница за други значения на Узунбуджак.
„Узунбуджак“ е биосферен парк по програмата „Човек и биосфера“ на ЮНЕСКО, разположен в Югоизточна България.
Обхваща обявените според националното законодателство резервати Узунбуджак, Витаново и Средока и цялата територия на община Малко Търново.

## Статут
Биосферен парк Узунбуджак е официално разширен на 29-а сесия на Междуправителствения координационен съвет по Програмата „Човекът и биосферата“ на ЮНЕСКО (MAB – ICC), провела се в периода 12 – 15 юни 2017 г. Заедно с обявяването на разширения Биосферен парк Узунбуджка през 2017 г., Междуправителственият координационен съвет по Програмата „Човекът и биосферата“ на ЮНЕСКО обявява още три нови български разширени биосферни парка от нов тип: Биосферните паркове „Червената стена“, „Централен Балкан“ и „Сребърна“. Включването на четирите биосферни парка в световната мрежа на ЮНЕСКО е международно признание, че въпросните обекти се управляват по целесъобразен и устойчив начин, съгласно националното законодателство и в съответствие с общоприетите принципи за добро управление.

## Зониране
- Сърцевинната зона на биосферен парк „Узунбуджак“ включва обявените според националното законодателство резервати Узунбуджак, Витаново и Средока. В нея се намират едни от най-старите буково-дъбови гори на Странджа. В сърцевинната зона особено характерни са горите с вечнозелен подлес от странджанска зеленика. В сърцевинната зона е запазено и едно от малкото естествени находища на благороден елен, а във водите на река Мечи дол има балканска пъстърва.
- Буферната зона на биосферния парк обхваща комплекс от защитени местности, обхващащи основно горски територии терени – пасищни, земеделски и горски площи. Буферната зона обхваща три защитени територии, с категория защитена местност, съгласно Закона за защитените територии – защитена местност „Странджанска зеленика“, „Мечите долове“ и „Градев Средок“.
- Преходната зона (зона за развитие) включва останалата територия на община Малко Търново. В границите на биосферния парк Узунбуджак се намират 13 населени места от община Малко Търново. Там човекът трайно съжителства с природата, а някои от селищата в парка до голяма степен допълват уникалността на природните екосистеми.

Трите зони са утвърдени в социалното възприятие на местната общност поради съответствието им (частично за преходната зоната) с различни видове защитени територии по българското законодателство. Зоните са интегрално свързани в стопанския живот и при провеждането на различни видове ползвания, туристически активности, научни изследвания на територията на общината.

## Традиционни събори и фестивали
- Всяка година, през месец май в района на биосферния парк се провежда традиционния Фестивал на Зелениката. Най-големият празник в Странджа за природолюбители, туристи и приятели на планината се организира от Дирекцията на Природен парк Странджа и всяка година е в различно странджанско село. В рамките на фестивала гостите имат възможност да се насладят на цъфтящата Странджанска зеленика и красивата природа, да разгледат тракийски долмени и светилища, да прегърнат вековни дървета, да послушат странджански песни, да опитат от прословутите манов мед и кримски чай.
- Поклонническо шествие на петте странджански нестинарски села до Голямата аязма – последната неделя от месец май преди 3 юни. Изходни точки – селата Граматиково, Сливарово, Българи, Кости, Кондолово. Нестинарски обред – юни месец, село Българи
- Национален събор-надпяване „Странджа пее“ – провежда се през 4 години, село Граматиково, в началото на месец юни.
- Свети Пантелеймон – 9 август, празник на селата Бръшлян, Бродилово, Калово и Сливарово.
- Национален възпоменателен събор в местността Петрова нива, в чест на Илинденско-Преображенското въстание (1903) – предпоследната седмица на месец август.
- Културни празници на град Малко Търново – седемдневни културни прояви в последната седмица на месец август.

## Регионална марка „Странджа“
За територията на биосферния парк е регистрирана пред патентното ведомство сертификационна марка „Странджа“, като инструмент за регионалното стопанско развитие. Главната цел на Стандарта е да подпомагат налагането на устойчив модел на туризъм и местно икономическо развитие в района. Новата функция на биосферния парк позволява разработване и въвеждане на запазена марка за качество „Странджа“ като ефективен маркетингов инструмент, чрез който продуктите от региона на биосферния парк да са по-конкурентоспособни на пазара. Регионалната марка на „Странджа“ цели да развие местни продукти, селско стопанство, туристически услуги, базирани на устойчивото ползване на природните ресурси и „зеленият“ обществен образ на Странджа. Сертифицирани са различни обекти, включително предприемачи в селския и екологичен туризъм, фермери, пчелари, събирачи на билки и др. Регионалната марка „Странджа“ е гаранция за качество за туристическите услуги и произведените в него стоки.

## Бъдещо развитие
На територията на биосферния парк е регистрирано сдружение на производители на биологични храни и лечебни растения „Странджа – Био“. В последните години набира популярност и развитието на местни задруги и неформални общности (включващи местни производители на биопродукти, собственици на земи и къщи за гости, природолюбители и др. зинтересовани страни) за развитие на чист и природосъобразен поминък, свързан с производството на местна, качествена и чиста продукция и предоставянето на устойчиви услуги. В Странджа, с фокус върху територията на Природния парк и граничните области, е основана и най-многобройната като брой членове българска общност (конвивиум) към световното движение Slow food.